# Bibismus
Bibismus ist ein politisches Schlagwort, mit dem die politische Ideologie und der Regierungsstil Benjamin Netanjahus bezeichnet wird.
Das Wort Bibismus (engl. bibism; frz. bibisme), abgeleitet von „Bibi“, mit dem Suffix „-ismus“, ist eine Bezeichnung für die Politik und Ideen Benjamin Netanjahus, des (amtierenden) israelischen Ministerpräsidenten. Jacques Bendelac zufolge entwickelte sich der Bibismus im politischen Leben Israels bereits seit November 1988.
Die wirtschaftlich und kulturell rechte und etatistische Ideologie des Bibismus wird als Kind des Rechtspopulismus und des Revisionistischen Zionismus betrachtet.
Die Ideologie der Bibisten, also der Anhänger beziehungsweise Wähler Benjamin „Bibi“ Netanjahus, bildet in Israel mittlerweile die Mehrheit und ist aus einer langjährigen Herrschaft hervorgegangen. Dem im für die soziale Sicherheit der israelischen Einwohner zuständigen Nationalen Versicherungsinstitut (Bituach Leumi) und an der Universität Paris II tätigen französisch-israelischen Ökonomen Jacques Bendelac (geb. 1956)  zufolge, dem Autor des Buches Années Netanyahou, le grand virage d’Israël (Netanjahu-Jahre, die große Wende Israels; 2022), hat der Bibismus die israelische Gesellschaft gespalten.
Der Bibismus wird als die extremste Form der Netanjahu-Anhängerschaft porträtiert, die gerne „Rak Bibi“ (Übersetzung: „Nur Bibi“) schreit, er nennt den (sozialistischen) Arbeiterzionismus auch „עוכר ישראל“ (Israel-Hasser), und er ist sehr patriotisch.
Der französische Journalist Piotr Smolar betrachtet den „Bibismus“ hingegen als ein Überlebenspaket mit bemerkenswerter Wirksamkeit, und es wäre ihm zufolge absurd, ihn für das Ausbleiben einer politischen Verhandlungslösung mit den Palästinensern allein verantwortlich zu machen:

„Le « bibisme » est un kit de survie à l’efficacité remarquable. Il serait absurde d’en faire l’unique responsable de l’absence d’une solution politique négociée avec les Palestiniens.“